# Exoprosopa mudigerensis
Exoprosopa mudigerensis är en tvåvingeart som beskrevs av Zaitzev 1987. Exoprosopa mudigerensis ingår i släktet Exoprosopa och familjen svävflugor. Inga underarter finns listade i Catalogue of Life.